# Adeleana sumatrensis
Adeleana sumatrensis is een krabbensoort uit de familie van de Gecarcinucidae. De wetenschappelijke naam van de soort is voor het eerst geldig gepubliceerd in 1934 door Balss.